# Victor Gaga

Victor Gaga

Victor Gaga (n. 13 februarie 1930, Periam, județul Timiș – d. 26 iulie 2003, Timișoara) a fost un sculptor român.  (După alte surse, s-a născut la 13 noiembrie și a decedat la 27 iulie )
Paul Gaga, tatăl sculptorului Victor Gaga, a fost unul din cei 11 participanți la Marea Adunare Națională de la Alba Iulia, delegați de satul Pria, comuna Cizer.
Victor Gaga a efectuat studiile la Institutul de Arte Plastice "Ion Andreescu" din Cluj-Napoca, unde i-a avut ca profesori pe Kós András, Szervátiusz Jenő, Petre Abrudan și Daniel Popescu. A absolvit Institutul de Arte Plastice „Ion Andreescu” (1950-1956) cu superlativul calificativ „magna cum laude”. Ca urmare, a fost propus profesor asistent la institut, dar a refuzat.
A debutat, oficial, în arta sculpturii în 1954, la 24 de ani, cu lucrarea „Lupta lui Ștefan cel Mare cu turcii la Podul Înalt”, aflată în prezent la Muzeul Militar Național din București și după aceea operele sale au participat la expoziții atât în țară cât și peste hotare. Multe din lucrările sale se află în colecții private în România și peste hotare.
În 1957, în urma restructurării învățământului artistic, profil liceal, a fost înființat Liceul de Artă Plastică Timișoara. Printre profesori s-au numărat Victor Gaga, Julius Podlipny, Gabriel Popa, Romul Nuțiu și Octavian Maxim.
Victor Gaga a cioplit mai ales în lemn, deși a realizat și câteva importante opere în piatră.

## Expoziții
După debutul la Cluj, în 1954, a participat la saloane oficiale, expoziții colective și de grup: Arad, București, Cluj-Napoca, Constanța, Galați, Iași, Lugoj, Ploiești, Reșița, Șimleul Silvaniei, Timișoara, Zalău.
Expoziții internaționale: 
- 1957 - Expoziția Festivalului Internațional al Tineretului - Moscova,
- 1974 - a IV-a Trienală Internațională de Desen - Polonia,
- 1977 - Expoziția Internațională de Sculptură în Libertate - Elveția, Expoziția Internațională a Orașelor Înfrățite - Austria,
- 1978 - Expoziția Mail Art - Japonia,
- 1993 - al III-lea Târg Internațional de Artă Contemporană - Ungaria, Expoziție Internațională de Sculptură în Lemn - Germania,
- 1994 - a III-a Bienală Internațională de Desene ale Sculptorilor - Ungaria,
- 1999, Bienala Internațională Dantesca - Italia,
- 2000 - Expoziție Internațională la Csongrád.

## Lucrări
Arta sa monumentală poate fi admirată în următoarele localități: Căpâlnaș, Guruslău, Lugoj, Moldova Nouă, Stamora Moravița, Reșița, Timișoara.
Lucrări ale sale se găsesc în muzee din București, Ciucea, Cluj-Napoca, Drobeta Turnu-Severin, Galați, Lugoj, Oradea, Târgu-Mureș, Timișoara, Zalău, Giessen (Germania), Osetnitca (Polonia). Alte lucrări se găsesc în colecții particulare din Anglia, Austria, Canada, Elveția, Germania, Grecia, Israel, Italia, Japonia, Norvegia, Olanda, Polonia, România, S.U.A.
- Lupta lui Ștefan cel Mare cu turcii la Podul Înalt (1954), lucrare achiziționată de Muzeul Militar Național;
- Stâlpul casei (1965),
- Icoană (1971),
- Monumentul de la Guruslău (1976), lucrare de artă în omagiul lui Mihai Viteazul, amplasat în satul Guruslău, Sălaj;
- Ladă de zestre (1977)
- Fântâna Martirilor - Memorialul revoluției, (1991) travertin, amplasată în Timișoara, în scuarul din spatele grădinii de vară a Cinematografului Capitol.[12]
- Bustul lui Corneliu Coposu, dezvelit la 20 mai 2000 în Timișoara [13], în parcul de pe b-dul Corneliu Coposu (între Podul Decebal și Podul Michelangelo). Monumentul a fost ridicat din inițiativa Partidului Național Țărănesc Creștin Democrat, organizația județeană Timiș.[14]
- Efigia Sever Bocu, montată la intrarea în Universitatea de Vest din Timișoara.[15]
- Statuia lui Eftimie Murgu din localitatea Lugoj, Str. Andrei Șaguna.[16]
- Bustul lui Lucian Blaga, dezvelit la 26 mai 2002, în fața școlii ,,Lucian Blaga’’ din Jibou.[17]
- Monumentul Eroilor Neamului, închinat memoriei eroilor ronâni căzuți la datorie in timpul celui de al doilea război mondial 1941-1945, Timișoara.[18]
- Placă comemorativă Sorin Titel, amplasată pe clădirea din str. Mihai Eminescu, nr. 7, Timișoara, casă în care a locuit scriitorul între anii 1964-1971.[19]
- Ana lui Manole, 1969,
- Legenda lui Manole, 1970,
- Duhul câmpiei, 1982 (integrată, aceasta, ulterior, într-o amplă compoziție numită Izvoare, 1987),
- seria Păsări cu variantele:
  - Primul zbor, 1969,
  - Zbor contrar, 1970,
  - Ascensiune 1974,
  - Pasărea soarelui, 1978,
  - Bufniță, 1981, 1984,
- Răboj, 1989,
- grupajul Clepsidră II, 1984, 
  - Fântâna clepsidrei, 1984,
  - Clepsidră vatră, 1985,
  - Fructul clepsidrei, 1987,

## Premii și distincții
- 1957 - Premiat la concursul pentru Festivalul Tineretului de la Moscova,[11]
- 1966 - Premiul II de sculptură al U.A.P.[11]
- 1974 - Premiul II la Trienala Internațională de Desen (Polonia)[11]
- 1988 - Medalia de aur la Bienala Internațională Dantesca, Ravena (Italia)[11]
- 1989- Premiul Salonului Național Bienal de Sculptură Mică - Arad[11]
- 1996 - Marele Premiu al Salonului Național de Sculptură Mică[11]
- Prin Hotărârea nr. 91 din 2 iulie 2001 a Consiliului Local al Municipiului Zalău, lui Victor Gaga i s-a conferit titlul de cetățean de onoare al Municipiului Zalău, pentru contribuția deosebită avută la promovarea operei artistice contemporane românești.[20]

### Decorații
- Meritul Cultural al României cl. a V-a (1968)[11]
- Ordinul național „Pentru Merit” în grad de Ofițer (1 decembrie 2000) „pentru realizări artistice remarcabile și pentru promovarea culturii, de Ziua Națională a României”[21]

## In memoriam
- Monumentul funerar al sculptorului Victor Gaga a fost realizat de sculptorul Ștefan Călărășanu.[22]
- Pe clădirea UAP Timișoara, unde sculptorul a avut atelierul și a creat mai bine de jumătate de veac, în 2005 a fost amplasată o Placă comemorativă Victor Gaga, în memoria fostului președinte al Filialei din Timișoara a Uniunii Artștilor Plastici.[23]